# Kamenný most ve Chvalkovicích
Kamenný most ve Chvalkovicích je silniční most překračující říčku Běluňku v obci Chvalkovice v okrese Náchod. V roce 2007 byl prohlášen za kulturní památku.

## Popis
Klasicistní most přes Běluňku byl postaven v polovině 19. století v centru obce z pískovcových kvádrů s kamenným zábradlím, které je ukončeno podélnými pískovcovými bloky. Má dva segmentové oblouky o rozpětí 3,00 m a 3,15 m, výška oblouků je kolem jednoho metru. Vzdálenost mezi vrcholem oblouku a volnou hladinou vody je 1,20 m. Celková délka mostu je 7,7 m a šířku mostu je 3,9 m. Oblouky nasedají na středový pilíř s hrotitými odrazníky. Šířka pilíře je 0,65 m. Mostovka má asfaltový povrch. V blízkosti mostu stojí rovněž památkově chráněná socha Panny Marie Immaculaty.